# باشگاه ورزشی سنترال اسپورت
باشگاه ورزشی سنترال اسپورت یک باشگاه فوتبال در پاپت، تاهیتی، پلی‌نزی فرانسه است.

## افتخارات
- لیگ ۱ تاهیتی: ۲۱ قهرمانی[۲]
- جام حذفی تاهیتی: ۱۸ قهرمانی
- سوپر جام تاهیتی: ۱ قهرمانی

## بازیکنان سابق
- سزار کاستیلو[۳][۴][۵]